# Harbor Freight Tools
Harbor Freight Tools — частная сеть магазинов-дискаунтеров по продаже электрического инструмента со штаб-квартирой в городе Калабасас (штат Калифорния). Инструмент можно купить в сети розничных магазинов, заказать по почте и через интернет-магазин. В компании работает более 20000 человек в США. Открыто более 1000 магазинов в 48 американских штатах. 14 августа 2019 года был открыт тысячный магазин в городе Луисвилл (штат Кентукки).

## История
В 1977 году  Эрик Шмидт и его отец Эллен Шмидт основали магазин Harbor Freight and Salvage в небольшом помещении в Северном Голливуде (Калифорния). На старте компания продавала электрический инструмент по почте и реализовывала товар обанкротившихся производителей и продавцов. По мере роста бизнеса его название было изменено на Harbour Freight Tools. В 1985 году Эрик Шмидт в возрасте 25 лет был назначен президентом компании; он служил под этим титулом до 1999 года, когда он стал главным исполнительным директором. С середины 1980-х по 2010 год штаб-квартира Harbour Freight находилась в Камарилло (штат Калифорния).

## Доставка по почте
В 1991 году компания приобрела US General Supply Company. Эта компания, базирующаяся в Плейнвью (штат Нью-Йорк) была также продавцом инструментов и оборудования с доставкой по почте, у которого когда-то было 40 розничных магазинов, прежде чем они были закрыты после банкротства. Наследие компании US General Supply можно увидеть на брендинге ящиков с инструментами, которые продает Harbor Freight Tools. Сначала компания рассылала рекламные акции в стандартных деловых конвертах №10. В начале 1980-х, когда компания переехала в Камарилло, она приобрела бывшую штаб-квартиру Unity, еще одной крупной компании, занимающейся доставкой по почте, и запустила свой первый каталог почтовых отправлений в середине 1980-х.

## Розничные магазины
В 1980 году компания Harbour Freight Tools открыла свой первый розничный магазин в Лексингтоне (штат Кентукки) для продажи товаров, возвращенных ей по почте. Предприятие оказалось успешным, и компания Harbour Freight Tools начала открывать магазины по всей территории США. По состоянию на август 2019 года Harbour Freight Tools управляет более чем 1000 розничными магазинами в 48 штатах.

## Интернет-сайт
Веб-сайт Harbour Freight был открыт в 1997 году. На нем был скромный каталог товаров, небольшой раздел «О нас» и форма заказа печатного каталога. Также были ссылки на страницу обслуживания клиентов со сроками доставки и правилами возврата. Всего на исходном сайте было 10 целевых страниц. Текущий сайт Harbour Freight Tools насчитывает более 37 000 проиндексированных страниц. По данным сайта compete.com, в 2012 году его посетили более 43 миллионов уникальных посетителей, в основном из США.

## Отношения с инвесторами
В 2012 году Harbour Freight через Credit Suisse получила ссуду в размере 750 миллионов долларов на рефинансирование существующей задолженности и выплату дивидендов частным акционерам компании.

## Благотворительная деятельность
9 января 2013 г. генеральный директор Шмидт через Harbour Freight Tools пожертвовал инструменты и оборудование на 1,4 миллиона долларов на программу профессионального обучения Объединенного школьного округа Лос-Анджелеса (LAUSD).
Позже в том же году Harbour Freight Tools расширила свою программу «Инструменты для школ», пожертвовав в дар школам Южной Каролины инструменты и оборудование на сумму 100 000 долларов.
В феврале 2018 года компания Cedars-Sinai объявила о подарке в размере 50 миллионов долларов от Эрика и Сьюзан Шмидт и Фонда Шмидта на создание Института сердца Шмидта (Smidt Heart Institute). На данный момент это самое крупное пожертвование за 116-летнюю историю компании Cedars-Sinai.

## Критика
В 2015 году клиенты подали коллективный иск против компании, утверждая, что производитель инструмента в рекламе использовал «обычные» цены на товары, по которым товар никогда не предлагался (цены товаров всегда были ниже). Потребители утверждали, что такая технология рекламы ввела их в заблуждение, заставив думать, что товар продается со скидкой и что они заключают выгодную сделку. Компания урегулировала вопрос, договорившись о выплатах потребителям до 33 000 000 долларов суммарно.